# تیم ملی بسکتبال مردان کیریباتی
تیم ملی بسکتبال کیریباتی نماینده کیریباتی در مسابقات بین‌المللی است.